# Christianella multiglandulosa
Christianella multiglandulosa är en tvåhjärtbladig växtart som först beskrevs av Franz Josef Niedenzu, och fick sitt nu gällande namn av W.R.Anderson. Christianella multiglandulosa ingår i släktet Christianella och familjen Malpighiaceae. Inga underarter finns listade i Catalogue of Life.